# Tokyo Grand Slam
Il Tokyo Grand Slam (in precedenza Jigoro Kano Cup Tokyo International Judo Tournament 嘉納治五郎杯東京国際柔道大会, Kanō Jigorō Hai Tōkyō Kokusai Jūdō Taikai) è un torneo internazionale di judo tenuto annualmente a Tokyo, capitale del Giappone. Fa parte del circuito IJF World Tour, ad oggi si sono svolte 12 edizioni.

## Edizioni
Di seguito la tabella delle ultime edizioni del meeting.
| Edizione | Anno | Data            | Circuito            | Dettagli              | Rif.   |
| -------- | ---- | --------------- | ------------------- | --------------------- | ------ |
| 1°       | 2009 | 11-13 dicembre  | IJF World Tour 2009 | Tokyo Grand Slam 2009 | [ 1 ]  |
| 2°       | 2010 | 11-13 dicembre  | IJF World Tour 2010 | Tokyo Grand Slam 2010 | [ 2 ]  |
| 3°       | 2011 | 09-11 dicembre  | IJF World Tour 2011 | Tokyo Grand Slam 2011 | [ 3 ]  |
| 4°       | 2012 | 30 nov - 02 dic | IJF World Tour 2012 | Tokyo Grand Slam 2012 | [ 4 ]  |
| 5°       | 2013 | 29 nov - 01 dic | IJF World Tour 2013 | Tokyo Grand Slam 2013 | [ 5 ]  |
| 6°       | 2014 | 05-07 dicembre  | IJF World Tour 2014 | Tokyo Grand Slam 2014 | [ 6 ]  |
| 7°       | 2015 | 04-06 dicembre  | IJF World Tour 2015 | Tokyo Grand Slam 2015 | [ 7 ]  |
| 8°       | 2016 | 04-06 dicembre  | IJF World Tour 2016 | Tokyo Grand Slam 2016 | [ 8 ]  |
| 9°       | 2017 | 02-03 dicembre  | IJF World Tour 2017 | Tokyo Grand Slam 2017 | [ 9 ]  |
| 10°      | 2022 | 03-04 dicembre  | IJF World Tour 2022 | Tokyo Grand Slam 2022 | [ 10 ] |
| 11°      | 2023 | 02-03 dicembre  | IJF World Tour 2023 | Tokyo Grand Slam 2023 | [ 11 ] |
| 12°      | 2024 | 07-08 dicembre  | IJF World Tour 2024 | Tokyo Grand Slam 2024 | [ 12 ] |
| 13°      | 2025 | 06-07 dicembre  | IJF World Tour 2025 | Tokyo Grand Slam 2025 | [ 13 ] |